# 和歌山県旗

和歌山県標旗

和歌山県旗（わかやまけんき）は、日本の都道府県の一つ、和歌山県の旗である。
本項では、旗に図示されている和歌山県章（わかやまけんしょう）についても併せて解説する。

## 概要
県章は一般公募で寄せられた案を基にデザインされ、1969年4月26日の県告示第310号により制定された。片仮名の「ワ」を末広がりの扇状に図案化し、明日に向かって果てしなく発展する南国紀州と進取の気性に富む豊かな県民性を表している。
県旗は県章と同年、1969年8月7日の県告示第567号により制定。白地に紺青（マリンブルー）の県章を中央に配置している。また、県旗と同じ日にスポーツ・文化等の諸行事で必要に応じて県旗と代用する標旗（ひょうき）も制定されている。標旗は配色がスカイブルーの地にパッションオレンジの県章である点を除いて県旗と全く同じデザインである。